# Referendum sull'autodeterminazione in Algeria
Il referendum sull'autodeterminazione dell'Algeria si svolse l'8 gennaio 1961.
Venne chiesto ai francesi l'approvazione dell'autodeterminazione dell'Algeria.
Il presidente della Repubblica era Charles de Gaulle, il Primo ministro era Michel Debré.

## Quesito
Il quesito posto ai francesi fu:

## Votanti
- Iscritti: 35 520 233
- Astenuti: 8 533 520 (26,24%)
- Schede bianche o nulle: 721 469 (2,22%)
- Espressi: 23 665 444

| No : 5 817 775 (25.01%) |  |  | Sì : 17 447 669 (74.99%) |
| ▲                       |  |  |                          |

## Risultato
|                      |    | Voti       | %     |
| RISPOSTA AFFERMATIVA | SÌ | 17.447.669 | 74,99 |
| -------------------- | -- | ---------- | ----- |
| RISPOSTA NEGATIVA    | NO | 5.817.775  | 25,01 |
| Totale voti          |    | 23.665.444 | 100%  |